# Aleksiej Szachurin
Aleksiej Iwanowicz Szachurin (ros. Алексе́й Ива́нович Шаху́рин, ur. 12 lutego?/25 lutego 1904 we wsi Michajłowskoje w obwodzie moskiewskim, zm. 3 lipca 1975 w Moskwie) – radziecki polityk, ludowy komisarz przemysłu lotniczego ZSRR (1940-1946), generał pułkownik, Bohater Pracy Socjalistycznej (1941).

## Życiorys
Od 1925 w WKP(b), 1926-1932 studiował w Instytucie Inżynieryjno-Ekonomicznym w Moskwie. 1932-1933 szef wydziału organizacji produkcji w fabryce lotniczej, w latach 1933-1938 pełnił służbę w Inżynieryjnej Akademii Wojsk Lotniczych im. Żukowskiego, a od lutego do kwietnia 1938 był partyjnym organizatorem KC WKP(b) w fabryce nr 1 „Awiachim”. Od 22 maja do 25 lipca 1938 p.o. I sekretarza, a od 30 lipca 1938 do stycznia 1939 I sekretarz Komitetu Obwodowego WKP(b) w Jarosławiu. Od 14 stycznia 1939 do 16 stycznia 1940 I sekretarz Gorkowskiego Komitetu Obwodowego WKP(b), od 21 marca 1939 do 21 lutego 1947 członek KC WKP(b). Od 10 stycznia 1940 do 5 stycznia 1946 ludowy komisarz przemysłu lotniczego ZSRR, w 1946 zastępca przewodniczącego Rady Komisarzy Ludowych Rosyjskiej FSRR. Od 30 kwietnia 1943 generał porucznik służby inżynieryjno-lotniczej, a od 19 sierpnia 1944 generał pułkownik. 7 kwietnia 1946 aresztowany i uwięziony, 30 maja 1953 zwolniony. Po zwolnieniu został zastępcą, następnie I zastępcą ministra przemysłu lotniczego ZSRR. W latach 1957–1959 był zastępcą przewodniczącego Państwowego Komitetu Radzy Ministrów ds Współpracy Gospodarczej z Zagranicą.
Od sierpnia 1959 na emeryturze. Pochowany na cmentarzu Nowodziewiczym.

## Odznaczenia
- Medal Sierp i Młot Bohatera Pracy Socjalistycznej (8 września 1941)[1]
- Order Lenina (dwukrotnie)
- Order Czerwonego Sztandaru
- Order Suworowa I klasy
- Order Kutuzowa I klasy
- Order Czerwonego Sztandaru Pracy
- Order Czerwonej Gwiazdy